# Бокас-дель-Торо (архіпелаг)

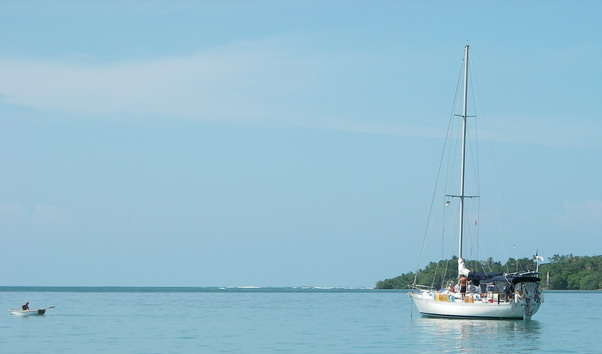

Бокас-дель-Торо (ісп. Bocas del Toro Archipelago) — група островів (архіпелаг) в Карибському морі, належить Панамі.

## Географія
Архіпелаг Бокас-дель-Торо знаходиться в південно-західній частині Карибського моря, біля північно-західного узбережжя Панами, поблизу її кордону з Коста-Рикою. Вони відокремлюють бухту Альміранте і лагуну Чирики (Laguna de Chiriquí) від власне Карибського моря. Площа архіпелагу — 250 км².
Архіпелаг складається з 7 великих островів, 52 дрібних і більш ніж 200 скель і мілин. До великих островів належать:
- Бастіментос — 52 км²;
- Каренеро — 4 км²;
- Кайо-Агуа — 16 км²;
- Колон — 61 км²;
- Крістобаль — 37 км²;
- Попа — 53 км²;
- Соларте — 8 км².

А також незаселені два острови — група Кайос-Сапатілья.

## Адміністративний поділ і поселення
Адміністративно острови входять в округ Бокас-дель-Торо провінції Бокас-дель-Торо. Головне місто архіпелагу (одночасно і головне місто провінції) Бокас-дель-Торо (Бокас-Таун) знаходиться на острові Колон. Крім адміністративного центру, міста Бокас-дель-Торо на острові Колон слід назвати також такі великі поселення, як Бастіментос, Сальт-Крік і Пунта-Лаурель (всі — на острові Бастіментос).

## Транспорт
На захід від Бокас-Тауна побудований міжнародний аеропорт Bocas del Toro «Isla Colón» International Airport, що з'єднує також і острова архіпелагу. З Бокас-Тауна до прибережних містах Панами ходять також пороми, основне ж сполучення між островами Бокас-дель-Торо здійснюється водними таксі та човнами.